# Mazama (Washington)
Mazama es un área no incorporada ubicada en el condado de Okanogan en el estado estadounidense de Washington.

## Geografía
Mazama se encuentra ubicado en las coordenadas 48°35′37″N 120°24′26″O / 48.59361, -120.40722.